# Courcelles-Epayelles
Courcelles-Epayelles település Franciaországban, Oise megyében. Lakosainak száma 212 fő (2022. január 1.). Courcelles-Epayelles Le Frestoy-Vaux, Méry-la-Bataille, Mortemer, Tricot és Rollot községekkel határos.

## Népesség
A település népességének változása:
| Lakosok száma | 198  | 203  | 207  | 205  | 208  | 211  | 214  | 214  | 212  |
|               | 2013 | 2015 | 2016 | 2017 | 2018 | 2019 | 2020 | 2021 | 2022 |